# 72543 Simonemarchi
72543 Simonemarchi este un asteroid din centura principală de asteroizi.

## Descriere
72543 Simonemarchi este un asteroid din centura principală de asteroizi. A fost descoperit pe 26 februarie 2001 la Cima Ekar în cadrul programului Asiago-DLR Asteroid Survey. Asteroidul prezintă o orbită caracterizată de o semiaxă mare de 2,58 ua, o excentricitate de 0,07 și o înclinație de 10,6° în raport cu ecliptica.